# Şuşa Futbol Klubu
Il Şuşa Futbol Klubu è stata una società calcistica azera con sede nella città di Baku. Militava nella Birinci Divizionu, la seconda divisione del campionato azero.
Rappresentava la città di Şuşa (Šowši), che tra il 1992 e il 2020 è stata de facto parte del territorio della repubblica del Nagorno Karabakh. È stata infatti fondata da atleti azeri della regione di Šowši, emigrati in Azerbaigian dopo la prima guerra del Nagorno Karabakh.

## Storia
È stata fondata nel giugno 2009 con il nome di Şuşa 09, per prendere poi il nome attuale nel settembre 2010. Alla fine del 2015 si sciolse.

## Allenatori
- 2009-2010 -  Evez Mammadov
- 2010 -  Metin Demirkiran
- dal 2010 -  Nadir Gasymov